# Peperstraat (Venlo)
De Peperstraat is een uit de middeleeuwen stammende straat in Q4, een wijk in de binnenstad van de Nederlandse plaats Venlo.

## Locatie

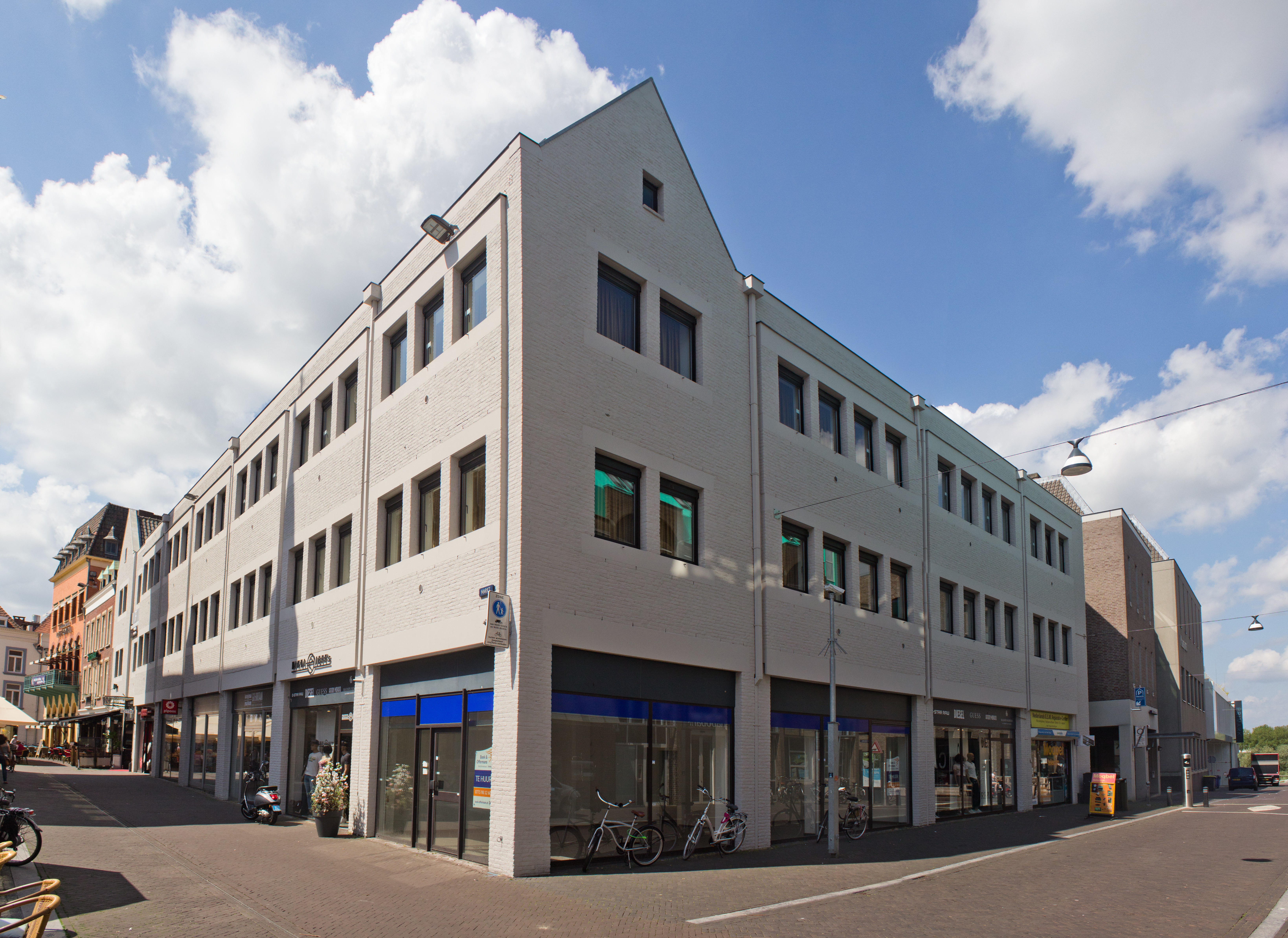
Peperstraat gezien vanuit het oosten

De straat loopt in westelijke richting van de Markt tot aan de Maaskade en is slechts gedeeltelijk toegankelijk voor autoverkeer, komende vanaf de Maaskade.
Op de straat kwamen vroeger acht -verder doodlopende- steegjes/binnenplaatsen uit waaraan veel kleine huizen lagen. Van de bebouwing van voor de Tweede wereldoorlog is alleen het markante hoek/winkelpand (van Bervoets) uit 1919 met de Lomstraat bewaard gebleven, de rest van de straat is nieuwbouw. De achterkant van het middeleeuwse stadhuis ligt weliswaar ook aan deze kant, maar heeft als formele ingang de Markt en kent aan de zijde van de Peperstraat een pleintje dat vroeger namen had als Kleine Markt en Groenmarkt.

## Ontstaansgeschiedenis
De straatnaam bevat het woord "peper". In oudere tijden was dit de betekenis van "kruidig", dus niet alleen de specerijsoort peper.
De straatnaam is al heel oud en komt volgens het gemeentearchief al in 1370 voor. Onbekend is waarom deze straat juist deze naam heeft gekregen. Venlo was wel bekend om haar peperkoeken, die in de stadrekeningen vermeld staan als relatiegeschenk aan notabelen. In de straat was overigens wel in de 19e eeuw een peperkoekbakker gevestigd. Deze bakker, Opdenoordt, was getrouwd met een dochter van de andere Venlose peperkoekbakker Willemsen, die de koek zelfs naar Indië exporteerde.
Tot in de eerste jaren van de 21e eeuw lag hier het stadskantoor. Dit is in 2010 afgebroken, en de onderliggende restanten van de Vestingwerken van Venlo waren onder een overkappende tent te bezichtigen. Tegenwoordig liggen aan de straat verschillende winkels en de regionale hoofdvestiging van de Rabobank.